# Ashley Whitney
Ashley Ann Whitney (* 21. August 1979 in Nashville, Tennessee) ist eine ehemalige Schwimmerin aus den Vereinigten Staaten, die eine olympische Goldmedaille und bei Weltmeisterschaften eine Silbermedaille gewann.

## Karriere
Ashley Whitney besuchte die Bolles School in Jacksonville.
Bei den Olympischen Spielen 1996 in Atlanta erreichte die 4-mal-200-Meter-Freistilstaffel der Vereinigten Staaten mit Lisa Jacob, Ashley Whitney, Sheila Taormina und Annette Salmeen den Endlauf mit der schnellsten Vorlaufzeit. Im Finale schwammen Trina Jackson, Cristina Teuscher, Sheila Taormina und Jenny Thompson fünf Sekunden schneller als die Vorlaufstaffel und gewannen mit 1,68 Sekunden Vorsprung vor der deutschen Staffel. Auch die nur im Vorlauf eingesetzten Schwimmerinnen erhielten Medaillen.
1997 bei den Pan Pacific Swimming Championships in Fukuoka wurde Whitney Fünfte über 200 Meter und über 400 Meter Freistil. Mit der 4-mal-200-Meter-Freistilstaffel gewann sie den Titel.
Ein Jahr später bei den Weltmeisterschaften 1998 in Perth schwammen im Vorlauf der 4-mal-200-Meter-Freistilstaffel Trina Jackson, Ashley Whitney, Lindsay Benko und Cristina Teuscher die schnellste Zeit. Im Finale siegte die deutsche Staffel vor Jenny Thompson, Brooke Bennett, Lindsay Benko und Cristina Teuscher. Auch hier wurden die nur im Vorlauf eingesetzten Schwimmerinnen mit Medaillen ausgezeichnet.
1999 schwamm Ashley Whitney für die University of Georgia und gewann einen Titel bei den Meisterschaften der National Collegiate Athletic Association. Später wechselte sie an die University of California, Berkeley. Nach ihrem Studium kehrte sie nach Nashville zurück und nahm an Wettbewerben im Freiwasserschwimmen und im Triathlon teil. Sie coachte auch in diesen Sportarten und betreute unter anderem Teilnehmer am Ironman-Wettbewerb. Seit 2014 ist sie zertifizierte Trainerin im Masters-Schwimmen.